# Raucassa
Raucassa (Raukasa, Raucasa, Rauhassa) ist eine osttimoresische Aldeia im Suco Lauhata (Verwaltungsamt Bazartete, Gemeinde Liquiçá). 2015 lebten in der Aldeia 1038 Menschen.

## Geographie und Einrichtungen

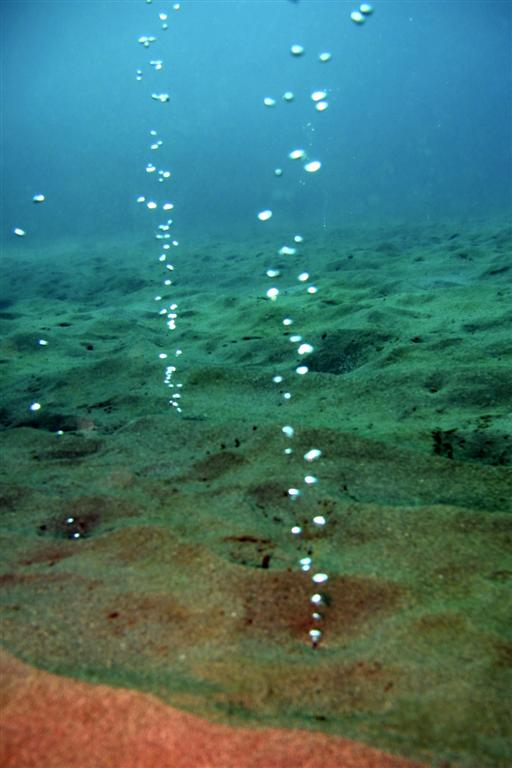
Bubble Beach

Raucassa liegt im Norden des Sucos Lauhata an der Straße von Ombai. Südwestlich liegt die Aldeia Pissu Craic, südlich die Aldeia Pissu Leten und südöstlich die Aldeia Caimegulo. Im Osten grenzt Raucassa an den Suco Motaulun. Grenzfluss ist der Failebo. Markant ist die Landspitze von Inur Pilila,  die aus der sonst sehr geraden Küste hervorragt.
In der Nordostecke befindet sich das Dorf Raucassa. Hier führt von der nördlichen Küstenstraße von Dili nach Liquiçá eine Straße ab nach Mau-Luto im Suco Motaulun. Im Nordwesten reicht der Ort Pissu Craic in die Aldeia Raucassa hinein. Hier befindet sich der Sitz des Sucos Lauhata.
Im Dorf Raucassa stehen eine Kapelle, die Grundschule João de Brito und die Ruinen des 1889 erbauten Gefängnisses Ai Pelo, das heute eine touristische Sehenswürdigkeit ist. Der Bubble Beach, westlich von Inur Pilila, ist ein beliebtes Tauchgebiet. Seinen Namen hat er von vulkanischen Gasen, die unter Wasser hervortreten.

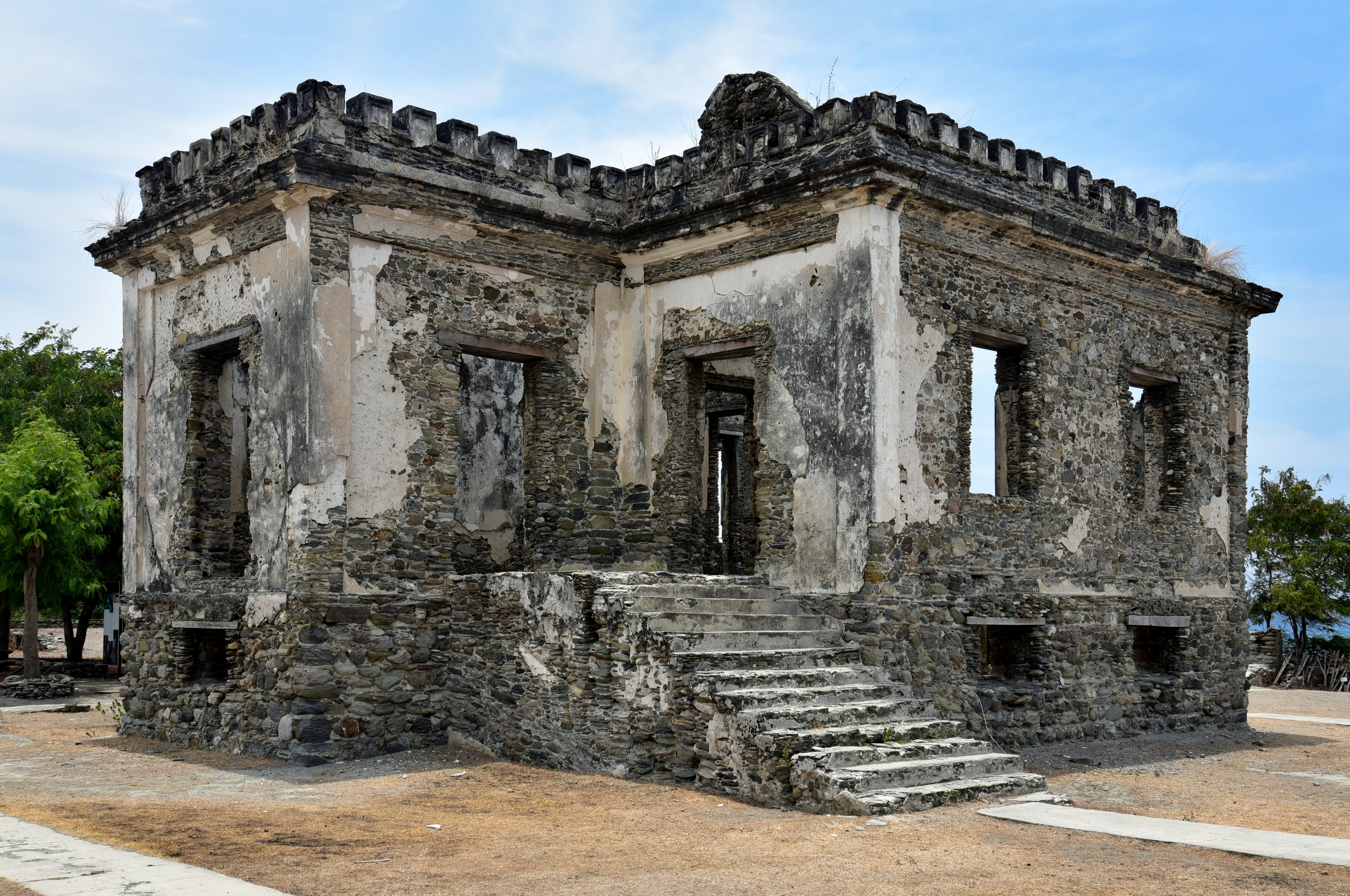
Gefängnis von Ai Pelo
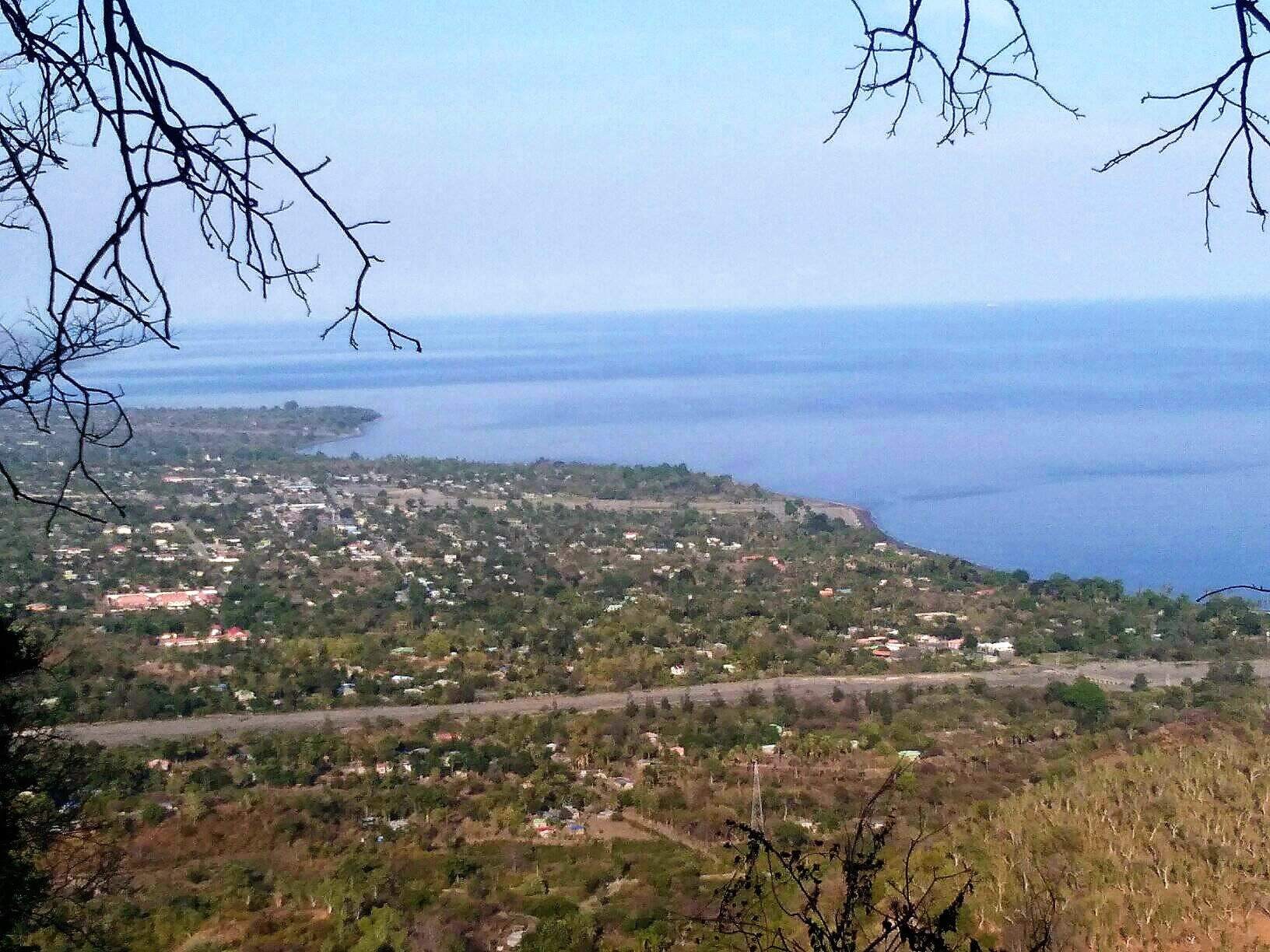
Der Fluss Failebo, das Dorf Raucassa und Inur Pilila

## Politik

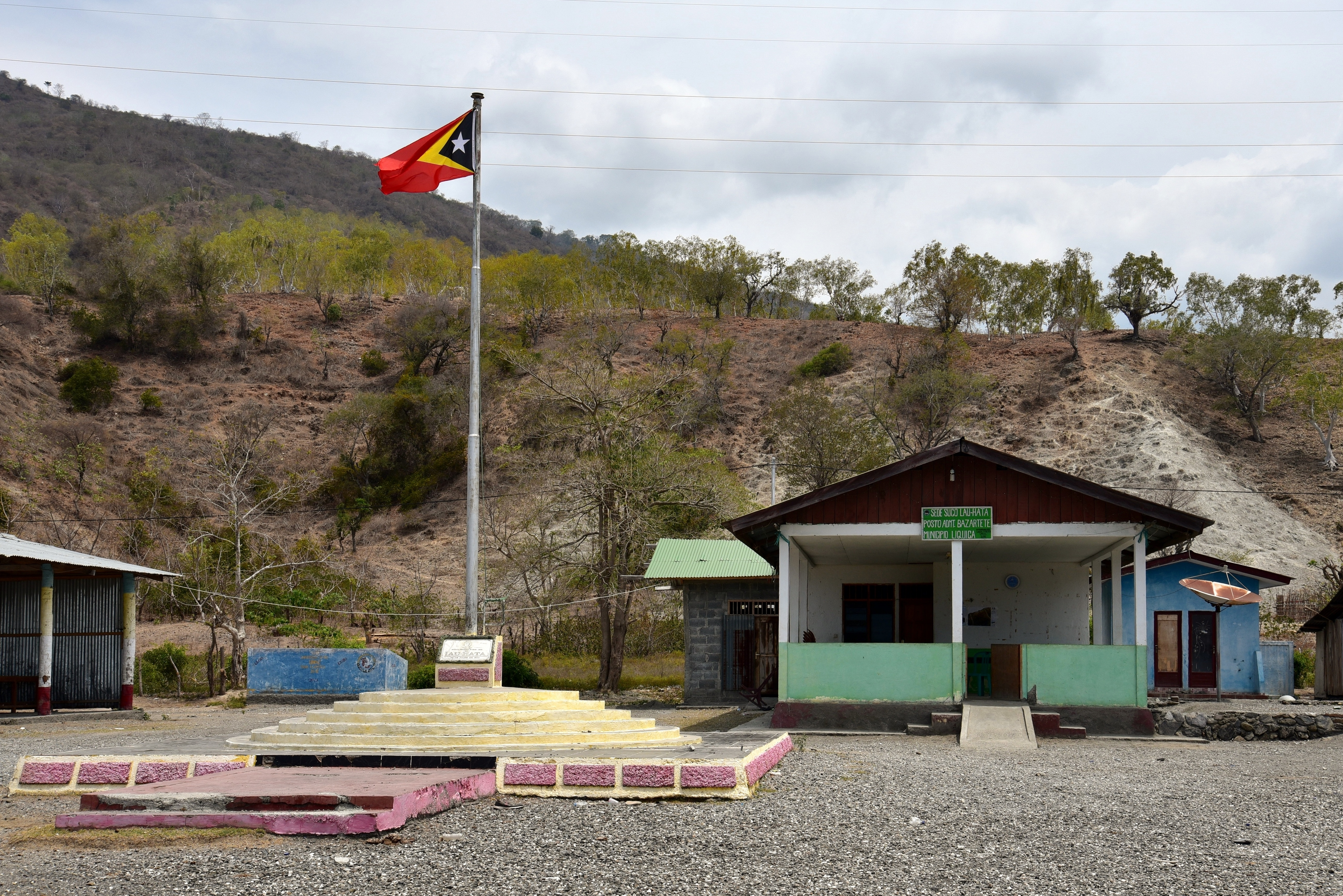
Sitz des Sucos Lauhata

2023 wurde Benjamin Alves Madeira zum Chefe de Aldeia gewählt.